# خورول، اوکراین
شهر خورول (به روسی: Хорол) در استان پولتاوا در کشور اوکراین واقع شده‌است. جمعیت این شهر ۱۲,۷۲۰ (۲۰۲۱ تخمینی) است.

## نگارخانه

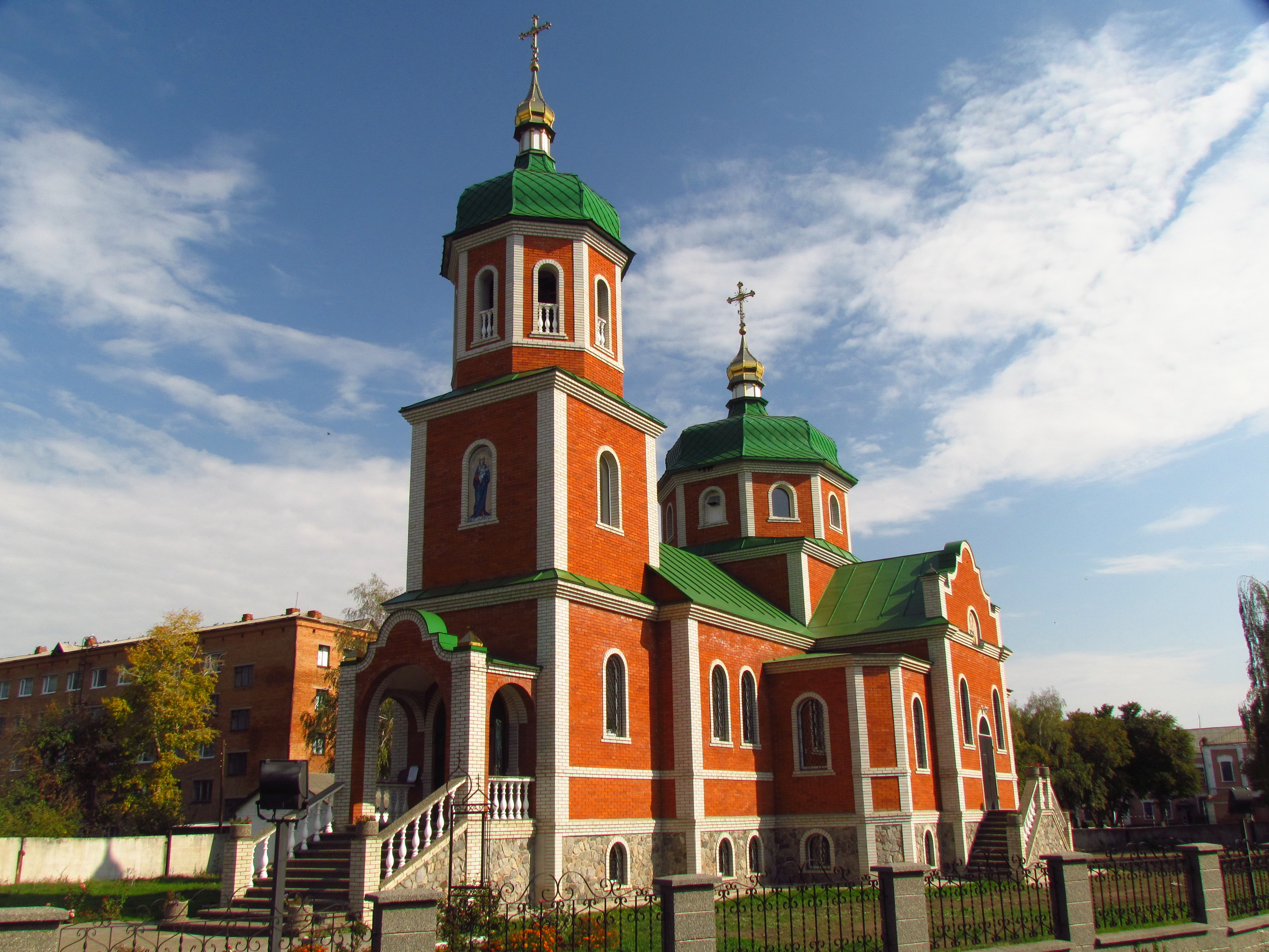
Assumption Church در خورول
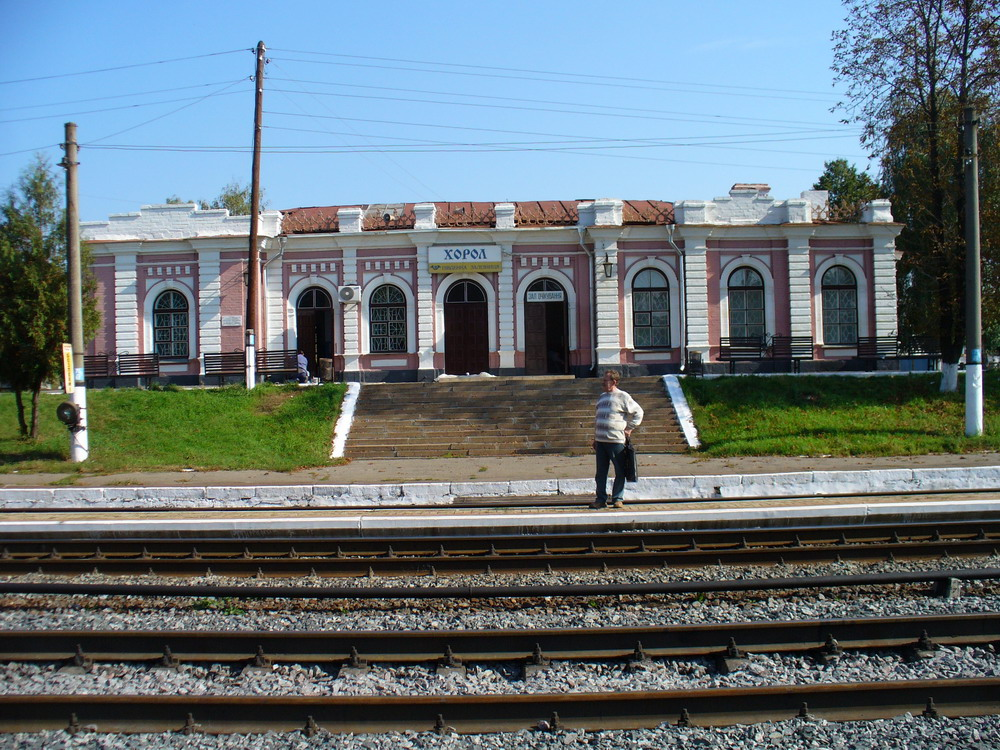
ایستگاه راه آهن
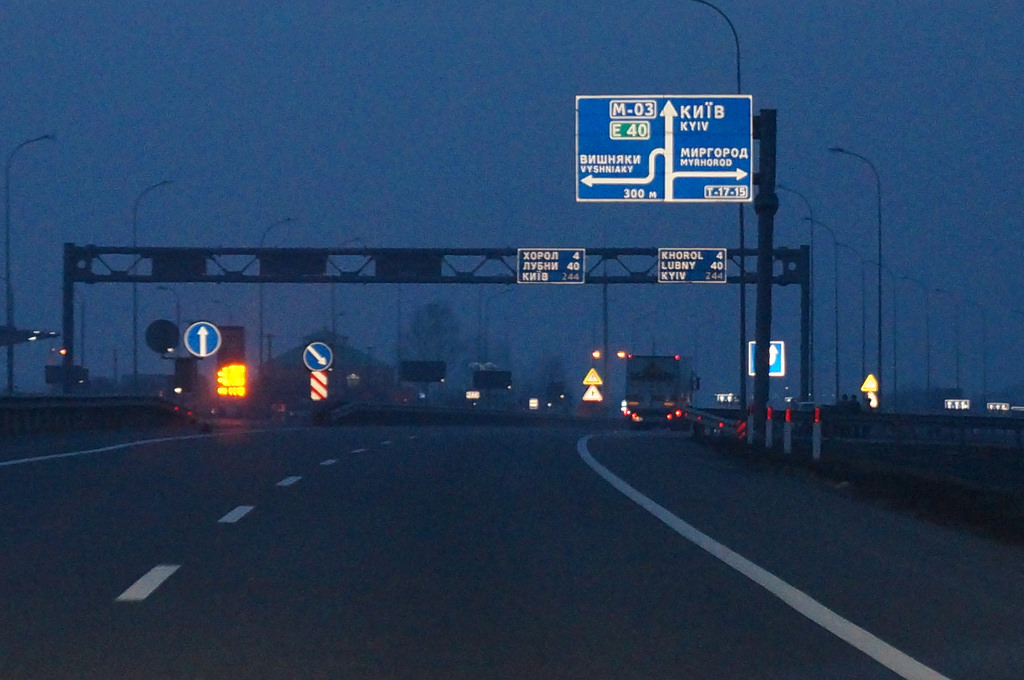
بزرگراه M03 نزدیکی خورول
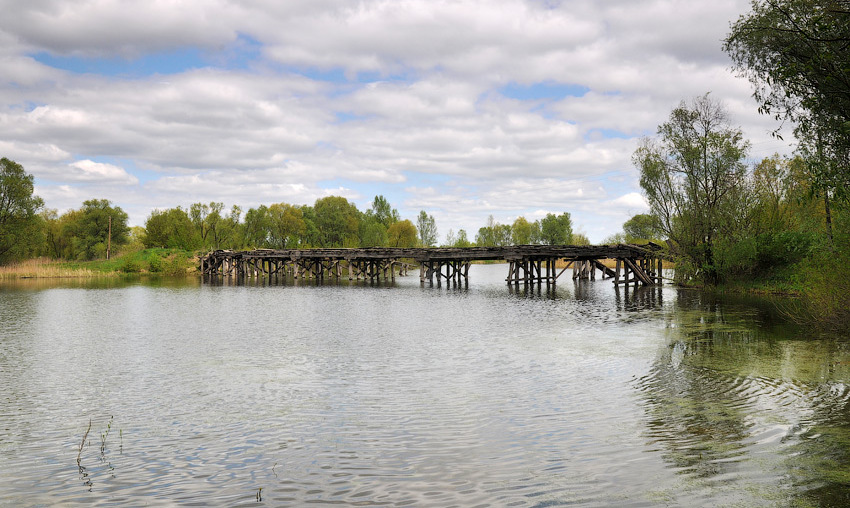
رود خورول